# Hugh Allan
Pour les articles homonymes, voir Allan.
Hugh Allan, né à Saltcoats, Ayrshire, Écosse, le 29 septembre 1810 et décédé à Édimbourg le 9 décembre 1882, était un influent homme d'affaires canadien.

## Biographie

### Jeunesse en Écosse
Hugh Allan naît le 29 septembre 1810 dans la petite ville écossaise de Saltcoats, dans la région du Ayrshire en Écosse. Son père, Alexander Allan, a épousé Jean Crawford et le couple a eu sept enfants, Hugh étant le second des cinq fils du couple. Son père est un homme d'affaires entreprenant qui s'est lancé de le commerce maritime en 1804 et a profité des besoins de ravitaillement de l'armée britannique pendant la guerre d'indépendance espagnole entre 1808 et 1813 pour accumuler « un certain capital ». À partir de 1819, Alexander possède son propre navire, le Jean, qui voyage sur la route maritime entre l'Écosse et le Québec.

### Émigration en Amérique
Fils d'un prospère négociant écossais, Hugh Allan immigre à Montréal en 1826, à 16 ans, afin de représenter les intérêts familiaux au Canada. Après une formation comme commis, il est engagé en 1831 par la société Millar, Parlane and Company. Grâce à ses relations et à son accès au crédit, il monte vite dans la hiérarchie de l'entreprise, rebaptisée Edmonstone, Allan and Company. Au milieu des années 1840, l'entreprise possède une flotte de quinze navires servant à la navigation transatlantique et fluviale.
On le retrouve en 1852 à la présidence de la Compagnie du télégraphe de Montréal et il participe à l'expansion de l'industrie canadienne du téléphone. On dit qu'il est le premier Canadien à avoir effectué un appel interurbain.
En 1853, il se porte acquéreur d'une partie du domaine de Simon McTavish sur le mont Royal (à Montréal) où il fait construire de 1861 à 1863 une résidence bourgeoise, nommée Ravenscrag,. Il est aussi propriétaire de nombreux édifices et terrains à Montréal notamment l'édifice Allan, au 333, rue de la Commune ouest et l'édifice Montreal Telegraph, au 422-424, rue Saint-François-Xavier.
Allan est aussi président-fondateur de la Banque des marchands du Canada (Merchant's Bank) et membre de plusieurs conseils d'administration à Montréal. Les activités administratives et financières de Hugh Allan sont multiples. Il a des intérêts dans des compagnies de textile, de tabac, de fabrication de matériel roulant et même dans le secteur de la chaussure. Il devient président de la compagnie Allan Line (mieux connue sous le nom de la Montreal Ocean Steamship Co.).
Hugh Allan est directement impliqué dans le scandale du Pacifique qui entraîne la chute du gouvernement conservateur de John A. Macdonald. On lui reproche de s'être associé à des intérêts financiers américains et d'avoir fait pression sur les conservateurs grâce à de fortes contributions à la caisse électorale pour qu'ils lui accordent le contrat de construction du chemin de fer du Pacifique. Le scandale qui s'ensuit met fin aux espoirs d'Allan de prendre part au lucratif contrat de construction du chemin de fer vers l'Ouest. En effet, lorsque débute la construction du chemin de fer vers l'ouest en 1881, il n'obtient aucun contrat.
Bien que presbytérien, Hugh Allan qui avait appris le français, entretient de bons rapports avec le clergé catholique canadien-français. Il est fait chevalier par la reine Victoria en 1871 et on le désignera toujours par la suite sous le vocable de Sir Hugh Allan.
Il décède à Édimbourg en décembre 1882 et ses funérailles sont célébrées à Montréal. La bourse montréalaise sera alors fermée tout l'après-midi pour permettre à tous les financiers de lui rendre un dernier hommage.
Son fils, Hugh Montagu Allan (1860-1951), est aussi un homme d'affaires montréalais prospère et le fondateur de la coupe Allan (hockey).